# Daniel Fernández (cantante)
Daniel Alberto Fernández (nacido el 11 de marzo de 1971) más conocido como El Piti Fernández, es un cantante, músico y compositor argentino. Conocido por haber sido el miembro fundador y guitarrista de Los Piojos, una de las bandas de rock más populares de Argentina. Después de 20 años de la fundación, en septiembre de 2008, Fernández abandonó la banda para concretar su proyecto personal La Franela. El músico volvió a formar parte de Los Piojos en 2024 tras el regreso de la banda. 
Mucho antes de sus propias composiciones, colaboraba en la composición instrumental de las canciones de sus compañeros en Los Piojos. Fernández compuso sus primeras canciones en el año 1998, las cuales fueron «Vine Hasta Aquí» y «Reggae Rojo y Negro» incluidas en el quinto álbum de estudio Verde Paisaje del Infierno del año 2000. También es el autor de canciones como «Entrando en Tu Ciudad», «Al Desierto», «Solo y en Paz», «Cruces y Flores» y por último «Bicho de Ciudad» que es una de las canciones más populares de la banda de su último álbum de estudio y considerada un «Clásico del Rock Argentino». También la canción fue doble No.1 en MTV Latin America Music del Top 20 Argentina en 2008. Fernández interpretó como voz solista en la canción «Extraña Soledad», una canción inédita de Los Piojos que fue incluida como bonus (adicional) en su segundo álbum en vivo Huracanes en Luna Plateada del año 2002.
Fernández compuso una canción titulada «Llega el Tren», la cual fue presentada al público de Los Piojos en el año 2005, en el estadio de Boca Juniors junto a otras dos canciones la cuales fueron «Buenos días Palomar» y «Hoy es Hoy»; estas canciones fueron un adelanto del futuro séptimo álbum de la banda. También fueron presentadas en el Luna Park, en el año 2006. Pero finalmente la canción se quedó afuera del álbum Civilización de Los Piojos; Fernández junto al productor Martín Bosa desde 2004, grabaron las demos de las canciones «Bicho de Ciudad» y «Cruces y Flores», pero la demo de «Llega el Tren» no superaba las expectativas. Y para los productores Alfredo Toth y Pablo Guyot no les terminaba de convencer la demo.
En el año 2011, la banda de Fernández, La Franela, publicó su segundo álbum de estudio titulado: Hacer Un Puente. El título nace de la cuarta canción homónima del álbum, el cual sería uno de los mejores éxitos de la banda, llegando a ocupar el puesto No.13 en la cadena de MTV Latin America Music en el Top 20 Argentina, e incluso mencionados en el anuario de la revista Rolling Stone Argentina que consideraron la canción como una de las «Mejores Canciones de Argentina» del año 2012. La canción fue escrita por el propio Fernández, pero a pesar de su éxito, esta contaba con una historia personal de él. Ya que en el año 2008, Fernández se había divorciado de su mujer y en la separación su hijo se fue a vivir con ella a Córdoba, durante 3 años de viajes para ir a verlo, alquilando cabañas, en una de esas cabañas salió «Hacer un Puente», dedicado a él.

## Primeros años
Daniel Alberto Fernández nació el 11 de marzo de 1971 en la ciudad de Caseros, Gran Buenos Aires. Fue criado en el seno de una familia de clase media, hijo único de Mabel Balquinta ama de casa y José Fernández Saá un constructor mayor de obra.
A sus 12 años, Fernández solía jugar al fútbol y en algún momento, jugando en una plaza de El Palomar, conoció a Miguel Rodríguez.
Fernández había viajado de caseros a la Capital de Buenos Aires, en un cine/teatro de la Avenida de Mayo, vio la película The Song Remains the Same de la banda británica Led Zeppelin. Fernández al ver como tocaba la guitarra Jimmy Page, él también quería hacerlo y dedicarse a ello.
A sus 14 años, Fernández estudiaba en un colegio industrial, donde participó de una clase de electrónica. Se presentó un trabajo práctico de todo el año, el cual era hacer un amplificador y Fernández se había encontrado con uno que no sabía que tenía en casa. Por otra parte, empezó ahorra el dinero que le daba su padre para los viáticos de transporte y empezó a irse caminando.
Con el dinero ahorrado, Fernández se compró su primera guitarra nacional de la marca Daión nueva, pero está tenía el mástil doblado. Aun así junto el amplificador y la guitarra, empezó a tocar sin saber. Pero junto a su primo quien tocaba la guitarra, empezaron a tocar y Fernández fue aprendiendo los acordes.

## Nacimiento de Los Piojos
A finales de 1986, a sus 15 años de edad, Fernández junto a sus amigos Miguel Rodríguez quien empezó a tocar el bajo y Daniel Buira en la batería, empezaron a tocar juntos. Después se integraron Juan Villagra en guitarra, Diego Chávez en voz y Rosana Obeaga en coros. La banda de Fernández debutó en noviembre de 1987, empezó a sonar en la Plaza de los Aviadores, Plaza Plate, el club AFALP y los bares Mabaker y Graf Zeppelin en la localidad de El Palomar. También buscaban fechas para realizar covers de Los Rolling Stones y realizaron una canción propia «Siempre Bajando». Actuaron en los antiguos escenarios de Buenos Aires como Caras más Caras y Mc. Kartur. Fueron la formación inicial de Los Piojos; Fernández tomó dicha denominación de la canción «Los Piojos del Submundo» de Fabiana Cantilo y los Perros Calientes.

## La Franela
Después de su salida de Los Piojos, Fernández organizó una presentación para la prensa el viernes 24 de octubre de 2008, en el living de su casa en caseros. Para ese momento, el show se había abierto con la canción «Lo Que Me Mata» en un escenario improvisado. También realizaron versiones de Os Paralamas, Gilda y Compay Segundo. Fernández contó sobre su alejamiento de Los Piojos y cómo surgió La Franela.
En el año 2005, Andrés Ciro Martínez tuvo que operarse de la rodilla, lo que llevó a que la banda de Los Piojos realizará un párate temporal. En ese tiempo, Fernández se encontró con mucho tiempo libre en el que empezó a juntarse con su amigo y guitarrista de la banda Mil Hormigas, Francisco Aguilar. Junto a él empezaron a tocar las canciones que Fernández no tocaba con Los Piojos. Fernández llamó a la banda "La Franela" en denominación al guitarrista Francisco Aguilar quien lo apoyo a que concretara el proyecto el cual estuvo en paralelo desde 2006.[cita requerida]

## Discografía
| Los Piojos - Chactuchac (1992) - Ay Ay Ay (1994) - 3er Arco (1996) - Azul (1998) - Verde Paisaje del Infierno (2000) - Máquina de Sangre (2003) - Civilización (2007) | La Franela - Después de Ver (2009) - Hacer Un Puente (2011) - Nada Es Tarde (2014) - Aire (2017) - De Palabras (2020) - Canciones Aisladas (EP) (2020) |

## Filmografía
- ¡Que Sea Rock! (2006)[20][21]